# PowerBook G4

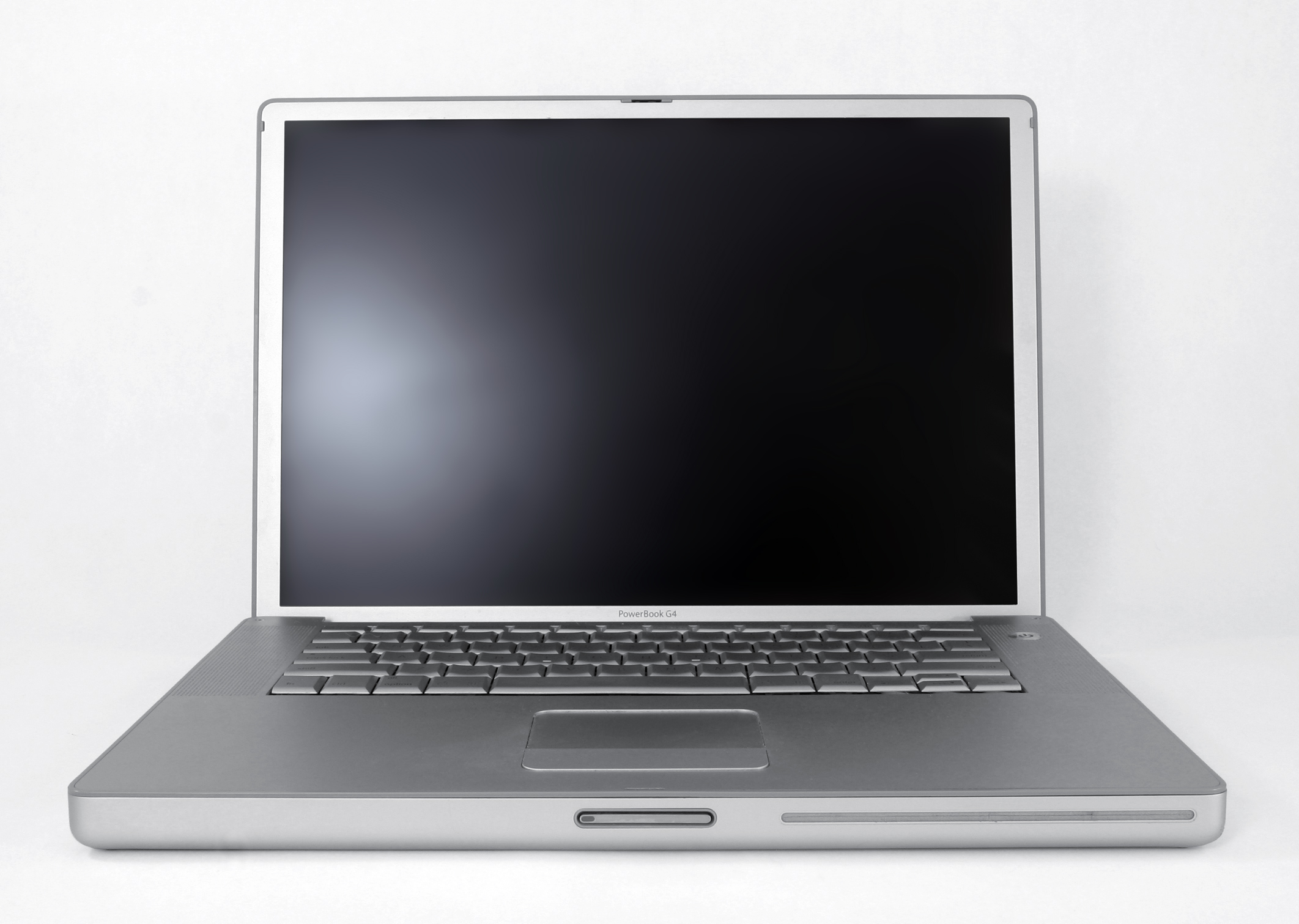
Un PowerBook G4 de aluminio con pantalla de 15,2 pulgadas

El PowerBook G4 es una serie de ordenadores portátiles que fueron fabricados y vendidos por Apple, Inc. (entonces Apple Computer, Inc) entre 2001 y 2006 como parte de la línea de productos PowerBook. Utiliza el procesador PowerPC G4, inicialmente producido por Motorola y más tarde por Freescale, después de que Motorola le asignara ese nombre a su división de semiconductores  en 2004. El PowerBook G4 tuvo dos diseños diferentes: uno encerrado en un cuerpo de titanio con un teclado negro traslúcido y una pantalla de 15 pulgadas; y otro con un cuerpo de aluminio y un teclado del mismo color, con medidas de 12, 15 y 17 pulgadas.

## Fin de producción y venta
Un factor importante que llevó al fin de la producción y venta del PowerBook G4 fue la experimentación interna de Apple con el PowerPC G5 para la siguiente línea profesional de portátiles. Ese mismo es el que luego daría vida al Power Mac G5 y al iMac G5. Aunque el G5 resultó consumir demasiada energía y generar mucho calor en los portátiles. Esta pudo ser una de las causas de la transición de Apple del uso de procesadores PowerPC a Intel.
Finalmente, este ordenador fue reemplazado por el MacBook Pro el 10 de enero de 2006. El modelo de 15 pulgadas fue el primer portátil de Apple en tener un procesador Intel. Poco tiempo después, en mayo de este mismo año, tanto el PowerBook G4 como el iBook fueron reemplazados por el MacBook, lo cual dio fin a la línea de productos PowerBook.

Aun así, no hubo una sustitución directa para el modelo de 12 pulgadas hasta algo más tarde. El MacBook Air, que salió en 2008, lo fue de forma indirecta hasta que salió el MacBook Pro de 13 pulgadas en 2009. Apple no volvió a fabricar un ordenador portátil de 12 pulgadas hasta el año 2015 y 2016, con la llegada del nuevo MacBook y MacBook Pro de este mismo año siendo la MacBook Pro más delgada y potente del mercado.